# كلوريد إنديوم ثلاثي
 كلوريد إنديوم ثلاثي  (بالإنجليزية: Indium(III) chloride)‏ مركب كيميائي له الصيغة InCl3، ويكون على شكل بلورات حمراء .